# Hongkong na letních olympijských hrách
Hongkong na letních olympijských hrách startuje od roku 1952. Toto je přehled účastí, medailového zisku a vlajkonošů na dané sportovní události.

## Účast na Letních olympijských hrách
| Dějiště LOH            | LOH      | Vlajkonoš                    | Zlatá medaile | Stříbrná medaile | Bronzová medaile | Celkem |
| ---------------------- | -------- | ---------------------------- | ------------- | ---------------- | ---------------- | ------ |
| 1952 Helsinky          | LOH 1952 | nebyl                        |               |                  |                  | 0      |
| 1956 Melbourne         | LOH 1956 | nebyl                        |               |                  |                  | 0      |
| 1960 Řím               | LOH 1960 | nebyl                        |               |                  |                  | 0      |
| 1964 Tokio             | LOH 1964 | nebyl                        |               |                  |                  | 0      |
| 1968 Ciudad de México  | LOH 1968 | nebyl                        |               |                  |                  | 0      |
| 1972 Mnichov           | LOH 1972 | Peter Rull                   |               |                  |                  | 0      |
| 1976 Montréal          | LOH 1976 | nebyl                        |               |                  |                  | 0      |
| 1980 Moskva            | 1980     |                              |               |                  |                  | Ne     |
| 1984 Los Angeles       | LOH 1984 | Lee Solomon                  |               |                  |                  | 0      |
| 1988 Soul              | LOH 1988 | nebyl                        |               |                  |                  | 0      |
| 1992 Barcelona         | LOH 1992 | nebyl                        |               |                  |                  | 0      |
| 1996 Atlanta           | LOH 1996 | Chan Sau Ying                | 1             |                  |                  | 1      |
| 2000 Sydney            | LOH 2000 | Fenella Ng                   |               |                  |                  | 0      |
| 2004 Athény            | LOH 2004 | Tsai Sherry                  |               | 1                |                  | 1      |
| 2008 Peking            | LOH 2008 | Wong Kam Po                  |               |                  |                  | 0      |
| 2012 Londýn            | LOH 2012 | Lee Wai Sze                  |               |                  | 1                | 1      |
| 2016 Rio de Janeiro    | LOH 2016 | Stephanie Au                 |               |                  |                  | 0      |
| 2020 Tokio             | LOH 2020 | Tse Ying Suet Cheung Ka Long | 1             | 2                | 3                | 6      |
| 2024 Paříž             | LOH 2024 |                              |               |                  |                  | x      |
| Celkem                 | 17       |                              | 2             | 3                | 4                | 9      |
| Zdroj na Olympedia.org |          |                              |               |                  |                  |        |

### Listina medailistů
| Medal            | Sportovec            | LOH            | Sport                    |
| ---------------- | -------------------- | -------------- | ------------------------ |
| Zlatá medaile    | Lee Lai Shan         | Hongkong (HKG) | 1996 Jachting            |
| Stříbrná medaile | Ko Lai Chak Li Ching | Hongkong (HKG) | 2004 Stolní tenis        |
| Bronzová medaile | Lee Wai Sze          | Hongkong (HKG) | 2012 Cyklistika (keirin) |